# Kid Buu (рэпер)
Маркиз Лао Сантьяго (родился 11 августа 1988 года), более известный как Kid Buu — американский рэпер и певец. Он известен благодаря своим противоречивым высказываниям, например, что он клон во втором поколении, созданный багамской компанией ClonAid.

## Ранняя жизнь
Сантьяго родился 11 апреля 1988 года в детском центре Святой Елизаветы в Джерси-Сити, штат Нью-Джерси. Позже он переехал со своим братом-близнецом Джейсоном и его матерью в Южную Флориду, в районы Хайалиа и Опа-Лока. В детстве Сантьяго посещал уроки боевых искусств. Он ходил в государственную школу, прежде чем перешёл на домашнее обучение. Сантьяго часто упоминает смерть своих друзей, а также недостаток пищи. Он сицилийского и пуэрто-риканского происхождения.

## Личная жизнь
До своей рэп-карьеры Сантьяго обвинялся в жестоком обращении с детьми в 2008 году. Он был арестован, когда ему было 19 лет, после того, как подрался со своей тогда ещё несовершеннолетней девушкой. Она также была матерью их ребёнка, которому было всего два года, когда произошёл инцидент. Сантьяго ударил её кулаком по лицу. Он отрицал эти утверждения, но признал себя виновным в жестоком обращении с детьми, запугивании, грабеже и причинении вреда. Kid Buu был приговорён к двум годам лишения свободы условно.
В конце 2017 года Сантьяго сменил сценическое имя с «Humongous The God» на «Kid Buu», в честь своего любимого персонажа Dragon Ball Z.
Kid Buu является раэлитом.

## Дискография

### Студийные альбомы
- Blind For Love (2018)
- Blind For Love2 (2019)
- Revenge Of The Clones (2019)
- Blind For Love3 (2020)
- What The Game's Been Missing (2021)
- Blind For Love4: A Perfect Luv Letter (2022)

### Микстейпы
- Man Vs God (как HXTXG) (2011)
- 007 James Bond MixTape (как HXTXG) (2011)
- Man Vs God 2: Agape (как HXTXG) (2014)
- Man Vs God 3: HXTXG (как HXTXG) (2014)
- In Gwalla We Trust (как HXTXG) (2016)
- Gwalla 16 (как HXTXG) (2016)
- K A N E D A (как HXTXG) (2017)